# 府中藩 (常陸國)
府中藩（日语：／ Fuchū-han */?），又稱為長沼藩（日语：／ Naganuma-han */?）、石岡藩（日语：／ Ishioka-han */?）或常陸府中藩（日语：／ Hitachifuchū-han */?），是位於日本常陸國新治郡府中（現茨城縣石岡市）的藩，成立於慶長7年（1602年），正保2年6月4日（1645年7月26日）一度廢藩，元祿13年9月25日（1700年11月5日）重新立藩，明治4年7月14日（1871年8月29日）廢藩置縣。藩高峰期石高達二萬石（明治初年實高是29,070石），藩廳是府中陣屋，藩校是興風館，人口是2,774戶16,913人。
江戶藩邸方面，上屋敷拜領於寬文2年2月18日（1662年4月6日），位於距離大手39町（約4.25公里）的小石川傳通院後（小石川吹上、小石川久堅町，現東京都文京區小石川四丁目和五丁目的播磨坂櫻並木一帶）。下屋敷拜領於延寶3年10月28日（1675年12月14日），位於駒込富士裏（現文京區本駒込五丁目的駒込富士神社一帶），部分在元祿12年11月27日（1700年1月16日）換地至小石川白山（現文京區白山一帶），剩餘部分在享保6年（1721年）12月被收回，享保6年10月16日（12月4日）拜領巢鴨下屋敷（現東京都豐島區北大塚一丁目的東部區民事務所），部分在寶曆6年閏11月28日（1757年1月18日）相對替至小名木川，文化13年2月7日（1816年3月5日）又相對替回巢鴨。

## 歷史
慶長7年（1602年），出羽國仙北郡六鄉（現秋田縣仙北郡美鄉町六鄉）的旗本六鄉政乘從四千五百石加增至常陸國府中一萬石，元和9年（1623年）10月轉封至出羽國本莊，取而代之府中由當時為浪人的前信濃飯山藩主皆川廣照入主。寬永2年（1625年），廣照之子皆川隆庸繼位，隆庸原本就領有常陸國行方郡五千石，不過由於他在同年分知約1,070石予其弟宗富，因此當時府中藩的石高約為13,929石。寬永10年（1633年），隆庸獲加增近江國淺井郡內四千石，石高也增至一萬八千石。正保2年（1645年）5月，隆庸之子皆川成鄉繼位，由於他分知五千石予其弟皆川秀隆，因此藩的石高減至一萬三千石。同年6月4日（7月26日），成鄉死去，府中藩由於無嗣斷絕而廢藩。
其後，府中領由江戶幕府代官松下八太夫負責管治。正保4年（1647年），武藏川越藩主松平信綱獲加增常陸國新治郡以及武藏國埼玉郡，總共一萬五千石。寬文2年（1662年）信綱死去，新治郡內新墾田五千石由其子松平信定繼承。元祿10年（1697年）11月，信定之子松平信望繼位，翌年3月他轉封至遠江國山名郡、城東郡、豐田郡和周智郡。其後，府中領再次成為幕府領，由代官高谷太平衛和山田源左衛門負責管治。
元祿13年9月25日（1700年11月5日），水戶藩主德川賴房五男御連枝保內藩主松平賴隆獲加增至常陸國新治郡府中、行方郡、茨城郡和陸奧國岩瀨郡長沼（現福島縣須賀川市長沼），總共二萬石，並且在府中設置陣屋而重新立藩，由於藩領約半數位於陸奧，因此在長沼也設有陣屋，原本的保內藩領二萬石則重新劃入水戶藩，家老級數的重臣也均來自水戶藩。另外，由於是定府，藩士也大多集中於江戶，在江戶的洗費也不少，加上領地分散，而且多為生產量低的新田，因此府中藩存有財困的問題。寶永5年1月5日（1708年1月27日），德川賴房之孫松平賴福長子作為松平賴如養子而繼位，即松平賴明。寬保2年8月13日（1742年9月11日），陸奧守山藩主松平賴貞五男作為松平賴幸養子而繼位，即松平賴濟。
慶應3年12月25日（1868年1月19日），江戶薩摩藩邸燒討事件爆發，府中藩奉幕府之命派兵在小石川門戒備，翌日則駐守板橋宿的關門，翌年1月5日開始常駐，直至2月26日（1868年1月29日至3月19日）為止。慶應4年3月18日（4月10日），藩主松平賴繩告稱腰痛獲准回到領地府中，其後府中藩開始恭順於新政府軍。同年8月10日（9月25日），會津藩派兵進駐長沼領，原本駐守當地的府中藩兵隨即撤退，其後府中藩派兵在9月5日（10月20日）重新進駐長沼陣屋時，會津藩兵已經撤離。翌日，府中藩奉命在福良宿、原宿和赤井宿戒備，9月7日（10月22日）又奉命負責岡山藩的伙食，其後又被要求向三春方面出兵，對此藩士市川郁太郎在9月13日（10月28日）請求優先戒備勢至堂峠等藩領獲准。弘道館戰爭爆發時，府中藩也有份在水戶城抵禦市川弘美等人。明治2年6月7日（1869年7月15日），由於在常陸國、駿河國、長門國和對馬國均有府中藩，明治政府為了免去麻煩，下令各藩改名，常陸的府中藩也因而改名為石岡藩，明治4年7月14日（1871年8月29日）廢藩置縣。

## 歷任藩主
| 大名家     | 家格             | 藩主     | 石高                             |
| ---------- | ---------------- | -------- | -------------------------------- |
| 六鄉氏     | 外樣 陣屋        | 六鄉政乘 | 一萬石                           |
| 皆川氏     | 譜代 陣屋        | 皆川廣照 | 一萬石                           |
| 皆川氏     | 譜代 陣屋        | 皆川隆庸 | 一萬五千石→一萬四千石→一萬八千石 |
| 皆川氏     | 譜代 陣屋        | 皆川成鄉 | 一萬三千石                       |
| 府中松平家 | 親藩 御連枝 陣屋 | 松平賴隆 | 二萬石                           |
| 府中松平家 | 親藩 御連枝 陣屋 | 松平賴如 | 二萬石                           |
| 府中松平家 | 親藩 御連枝 陣屋 | 松平賴明 | 二萬石                           |
| 府中松平家 | 親藩 御連枝 陣屋 | 松平賴永 | 二萬石                           |
| 府中松平家 | 親藩 御連枝 陣屋 | 松平賴幸 | 二萬石                           |
| 府中松平家 | 親藩 御連枝 陣屋 | 松平賴濟 | 二萬石                           |
| 府中松平家 | 親藩 御連枝 陣屋 | 松平賴說 | 二萬石                           |
| 府中松平家 | 親藩 御連枝 陣屋 | 松平賴繩 | 二萬石                           |
| 府中松平家 | 親藩 御連枝 陣屋 | 松平賴策 | 二萬石                           |

## 領地
府中藩的領地如下，基於相給也有可能同時是皇室領、公家領、幕府領、其他藩領、旗本領或寺社領。
| 令制國 | 郡     | 町村數目 | 領地 |
| ------ | ------ | -------- | --- |
| 常陸國 | 茨城郡 | 3村      | 鶴田村、中野谷村、竹原中鄉村 |
| 常陸國 | 行方郡 | 9村      | 吉川村、繁昌村、中根村、白濱村、南高岡村、高田村、串挽村、野友村、借宿村                                                                                     |
| 常陸國 | 新治郡 | 1町5村   | 石岡町、三村上鄉、田中村、小白硲村、妻木村、大角豆村 |
| 陸奧國 | 岩瀨郡 | 18村     | 長沼村、志茂村、吉兵衛新田、大久保村、岩淵村、大桑原村、山寺村、滑川村、仁井田村、袋田村、矢澤村、畑田村、深渡戶村、町守屋村、成田村、瀧村、江花村、勢至堂村 |

### 註解
1. ↑  根據《府中雜記》記載，政乘是在元和4年（1618年）離開府中，其後在元和5年（1619年）至元和7年（1621年），府中由代官伊丹康勝（日语：伊丹康勝）負責管治。不過，《德川實紀》、《寬政重修諸家譜》、《藩翰譜》、《恩榮錄（日语：恩栄録）》和《德川加封錄》均記載為元和9年（1623年），而且石岡當地也沒有相關史料能夠證實伊丹氏（日语：伊丹氏）曾經在此統治，因此《石岡市史》採取元和9年的說法[9]。《藩史大事典》[1]、《角川日本地名大辭典》[10]、《日本大百科全書》和《大英國際大百科事典（日语：ブリタニカ国際大百科事典）》也以元和9年為準[11]，相對地《日本歷史地名大系》雖然同樣採用元和9年的說法，但是指出當時為幕府領，由伊丹康勝擔任代官，在同年12月才成為皆川廣照的領地[12]。